# 朱孟炤
景陵順靖王朱孟炤（1393年2月16日—1447年1月8日），明朝楚藩景陵王，楚昭王朱楨的庶第八子，明太祖之孙。

## 生平
洪武二十六年正月辛亥（1393年2月16日），朱孟炤出生。永樂二年（1404年），封景陵王。
正統十一年十二月乙卯（1447年1月8日），朱孟炤去世，享年五十四歲，諡號順靖。安葬于今武汉市江夏区龙泉街道蟹甲山，2002年，江夏区博物馆发掘了其陵墓。因为他并无子嗣，景陵国除国。
成化十五年（1479年）五月，因楚王朱均𨱂请求，其兄永安王朱孟炯的四子镇国将军朱季𡊸获准为他奉祀。

## 家庭

### 妻
- 妃贲氏，襄阳卫指挥佥事贲玉女，永樂九年（1411年）冊為景陵王妃[5]，永樂十三年（1415年）薨[6]